# Vol. 4 :: Slaves of Fear
| Совокупная оценка | Совокупная оценка |
| Источник          | Оценка            |
| ----------------- | ----------------- |
| Metacritic        | 67/100            |
| Оценки критиков   |                   |
| Источник          | Оценка            |
| AllMusic          | [ 3 ]             |
| Drowned in Sound  | 8/10              |
| NME               | [ 5 ]             |
| Pitchfork         | 3.4/10            |

VOL. 4 :: SLAVES OF FEAR — четвёртый студийный альбом американской группы HEALTH, выпущенный лейблом Loma Vista Recordings 8 февраля 2019 года. Альбом вышел спустя почти четыре года с момента выхода предыдущей полноформатной пластинки под названием DEATH MAGIC, и спустя почти два года после выхода альбома с ремиксами под названием DISCO3.
Работа в целом получила положительные отзывы музыкальных критиков. Обозреватель All Music отметил, что VOL. 4 :: SLAVES OF FEAR продолжает тенденцию, начатую альбомом DEATH MAGIC, однако «противопоставление мягкого вокала Джейка Дузсика и резкого шумного звучания ещё никогда не было настолько уместным». В рецензии издания The Line of Best Fit редактор описал альбом следующим образом: «Это не только тяжёлая запись для тяжёлых времён, но и ещё один интригующий пример того, чего может достичь трио, даже когда они обременены тяжестью всего мира на своих плечах».
Редактор Pitchfork поставил альбому самую низкую оценку среди всех работ HEALTH, обозреваемых изданием: «Группа из Лос-Анджелеса обычно создавала гибкие и многогранные песни, которые были окутаны смелыми поп-мелодиями и изумительным шумом; теперь же они, кажется, довольны тем, что ноют в своих песнях под мутный гибрид трип-хопа и метала». В первую очередь альбом подвергся негативной критике из-за мрачных и депрессивных текстов песен: «VOL. 4 :: SLAVES OF FEAR предлагает лишь замкнутый цикл: страдать из-за самого существования страдания, смотреть на отчаяние в мире полном отчаяния. В этих песнях нет борьбы, нет даже какого-то слабого удара надежды. Есть только пустые стоны и одинокая приглушённая гитара, которая вечно играет в аду».

## Список песен
1. «PSYCHONAUT» — 2:24
2. «FEEL NOTHING» — 2:59
3. «GOD BOTHERER» — 2:23
4. «BLACK STATIC» — 3:05
5. «LOSS DELUXE» — 3:18
6. «NC-17» — 3:08
7. «THE MESSAGE» — 2:32
8. «RAT WARS» — 2:32
9. «STRANGE DAYS (1999)» — 3:25
10. «WRONG BAG» — 2:46
11. «SLAVES OF FEAR» — 4:53
12. «DECIMATION» — 4:53

## Участники записи
HEALTH
- Джейк Дузсик — вокал, гитара
- Джон Фамильетти — бас-гитара
- Бенджамин Джаред Миллер — барабаны

Приглашенные музыканты
- Дэвид Спанагл — гитара (2-4, 9 и 11 треки)
- Джейми Морган (Code Orange) — бэк-вокал («THE MESSAGE»)
- Марио Рубио — гитара («RAT WARS»)
- Blitz/Berlin — струнные («STRANGE DAYS (1999)»)
- Рин Уивер — бэк-вокал («SLAVES OF FEAR»)

Производство
- Ларс Стелфорс — продюсер
- Stint — продюсер
- Дэйв Керминара — звукорежиссёр
- Миро Маки — звукорежиссёр
- Джои Лапорта — мастеринг